# Ülemiste City
Ülemiste City est un parc d’activité du quartier d’Ülemiste de l’arrondissement de Lasnamäe à Tallinn en Estonie.

## Présentation
Installée sur le territoire de l'ancienne usine Dvigateli, Ülemiste City est situé dans la zone située entre l'aéroport de Tallinn, l’Ülemiste keskus, la halte ferroviaire d'Ülemiste et la future plaque tournante de Rail Baltica,.
En 2005, Ülo Pärnits a lancé un projet appelé Ülemiste City, une ambition de créer un environnement intellectuel pour les jeunes talents estoniens actifs qui n'auraient pas à quitter leur pays et être un moteur de l'économie estonienne. Cette vision s'est transformée en un environnement urbain accueillant 16 000 talents de plus de 73 pays qui y travaillent et y étudient.
Près de 500 entreprises sont installées dans le parc, réalisant aujourd'hui un chiffre d'affaires total de plus de 2 milliards par an. 
Sur la base de l'impôt sur les revenus du travail provenant des entreprises commerciales, la contribution d'Ülemiste City contribue pour un tiers de l'économie estonienne.

## Histoire
Le complexe industriel Dvigatel, construit à la fin du XIXe siècle pour produire des wagons de chemin de fer et d'autres machines pour l'Empire russe, a perdu sa raison d'être après la restauration de l'indépendance de l'Estonie en 1991. 
Après sa privatisation et quelques tentatives infructueuses pour restaurer les anciennes capacités de production, les nouveaux propriétaires décident de reprofiler l'entreprise.
En 2005, AS Mainor a lancé la transformation de l'ancienne zone industrielle de 36 ha en un campus technologique moderne, s'inspirant de Kista près de Stockholm, appelée la Silicon Valley des pays nordiques. 
Depuis 2010, la société finlandaise Technopolis participe au développement du parc d'activités.

## Campus actuel
La mission d'Ülemiste City est de créer un environnement basé sur la connaissance avec une portée internationale pour le travail, la vie et le développement qui augmenterait la compétitivité des personnes et des entreprises, attirerait des personnes talentueuses et inspirerait la création de nouveaux modèles commerciaux.
En 2014, il y a 300 entreprises avec 6 000 employés travaillant sur 82 000 m2 de bureaux. Le parc offre une gamme de services pour les entreprises et les employés. 
L'Université estonienne de sciences appliquées d'entrepreneuriat, l'école européenne de Tallinn et le jardin d'enfants Kalli-Kalli sont situés dans le parc. 
Le campus abrite également le showroom E-Estonia et le plus grand restaurant d'Estonie, Dvigatel.
L'aéroport Lennart Meri de Tallinn, Ülemiste keskus le plus grand centre commercial d'Estonie, le plus grand échangeur d'Estonie, la gare d'Ülemiste et l'hôtel Ülemiste sont tous situés à proximité immédiate.
Le parc est desservi par l’arrêt Ülemiste linna de la ligne 4 du tramway de Tallinn.
Ülemiste City est développé par deux sociétés distinctes. Un tiers du territoire est développé par Technopolis Ülemiste AS, détenue à 51% par la société finlandaise Technopolis. 
Les deux tiers du campus sont développés par Mainor Ülemiste AS, l'actionnaire majoritaire étant AS Mainor.

## Noms des bâtiments
Les bâtiments de la du parc d'Ülemiste portent le nom de personnalités de la science et de l'innovation estoniennes. Par exemple, des bâtiments portant les noms de Ludvig Puusepp (et), Walter Zapp, Ragnar Nurkse, Ustus Agur (et), Karl Papello (et), Artur Lind (et), Alexandre Liwentaal (et), Johannes Käis (et), Boris Tamm (et), Bernhard Schmidt et Ernst Öpik se trouvent sur le campus.

## Galerie

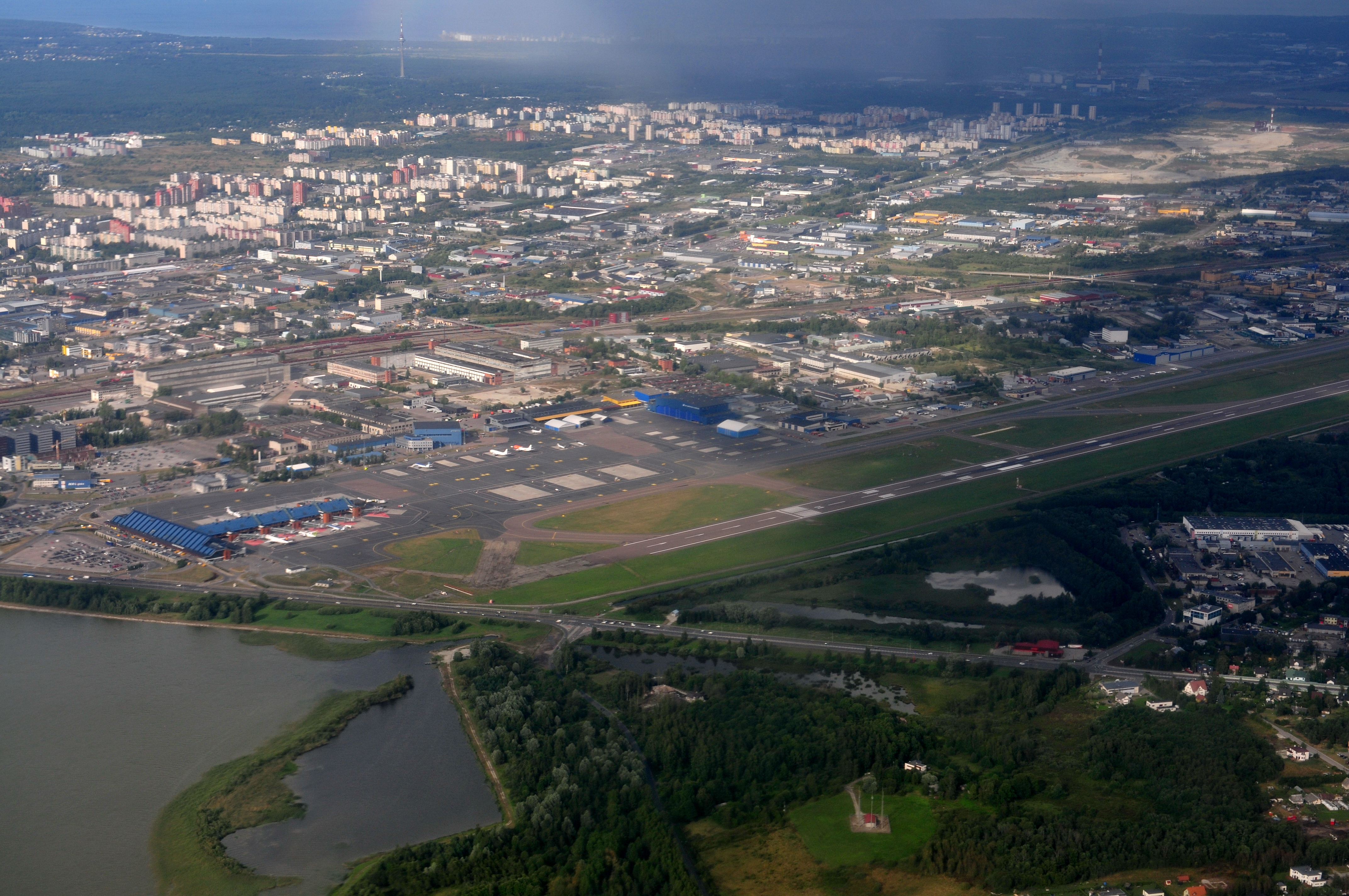
Aéroport de Tallinn et bâtiments de l'usine Dvigateli en 2013
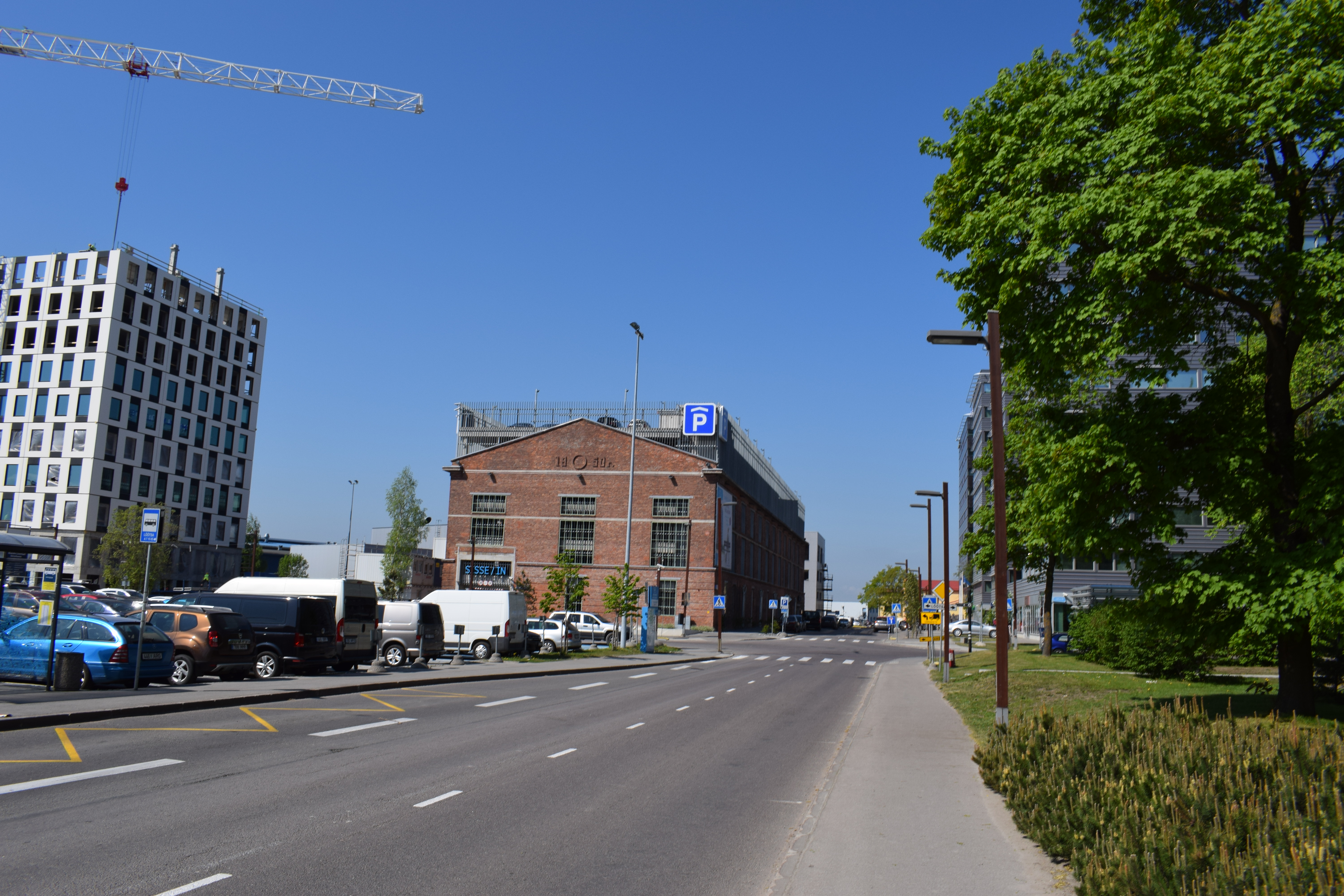
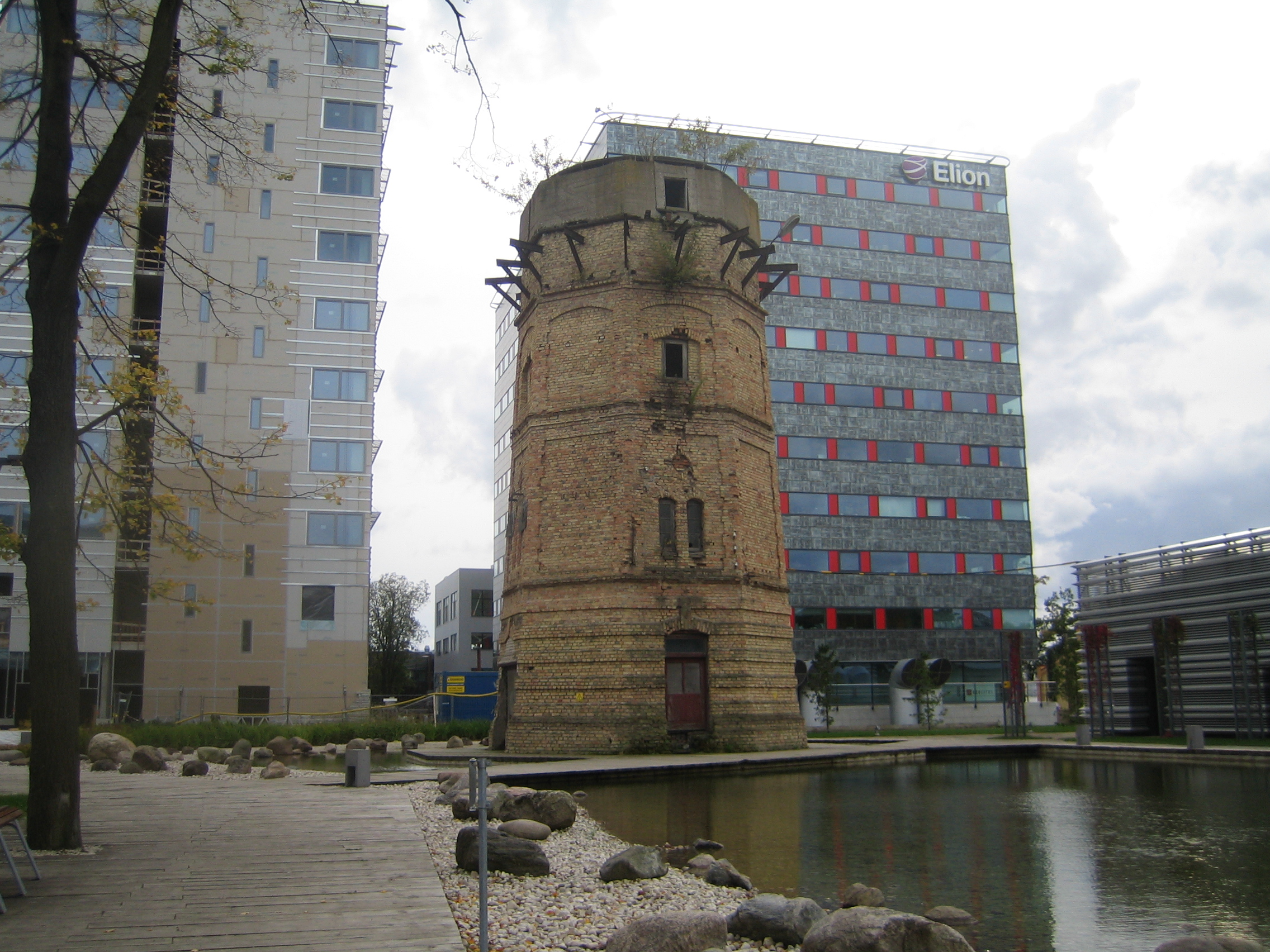

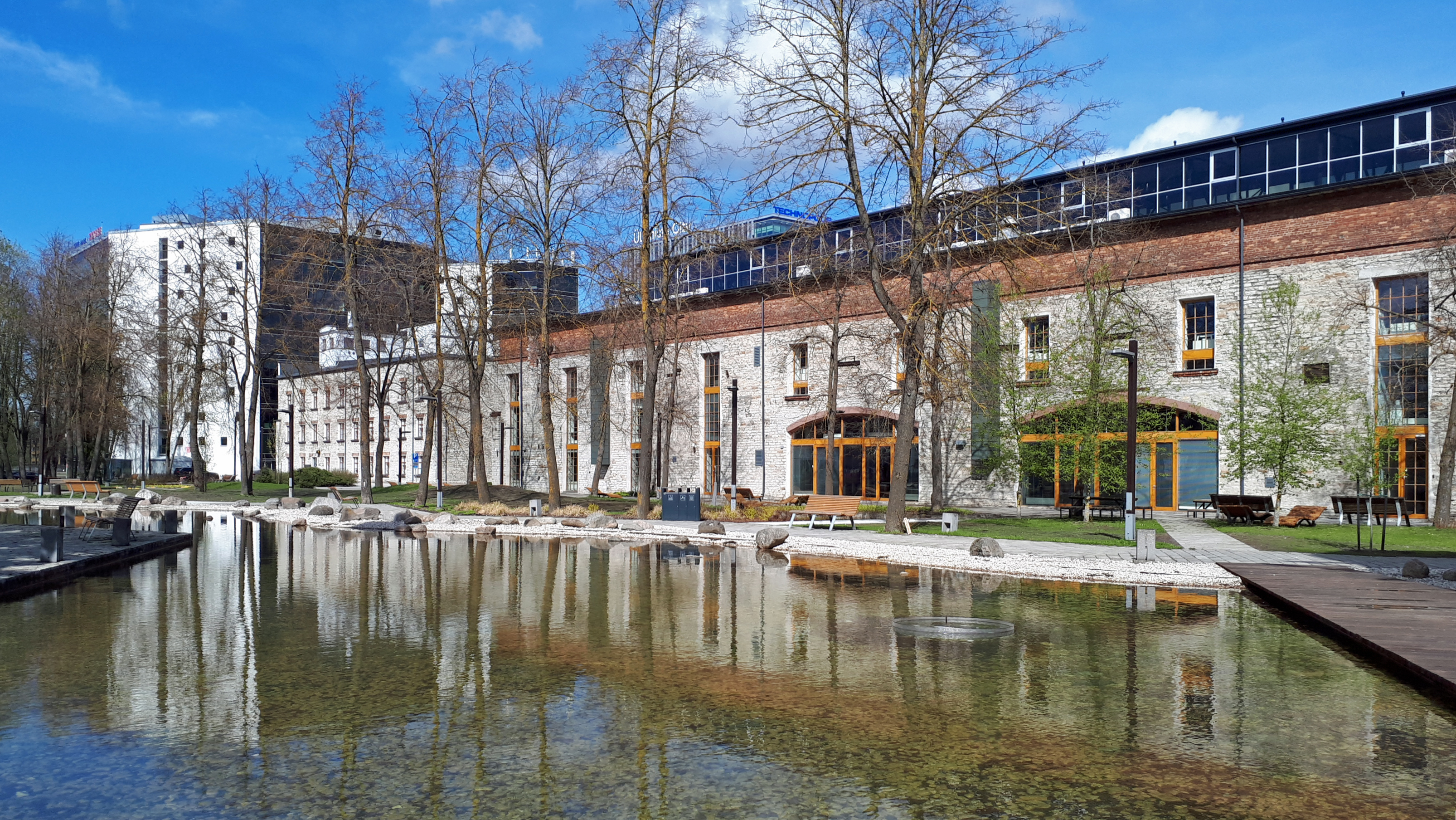
Technopolis
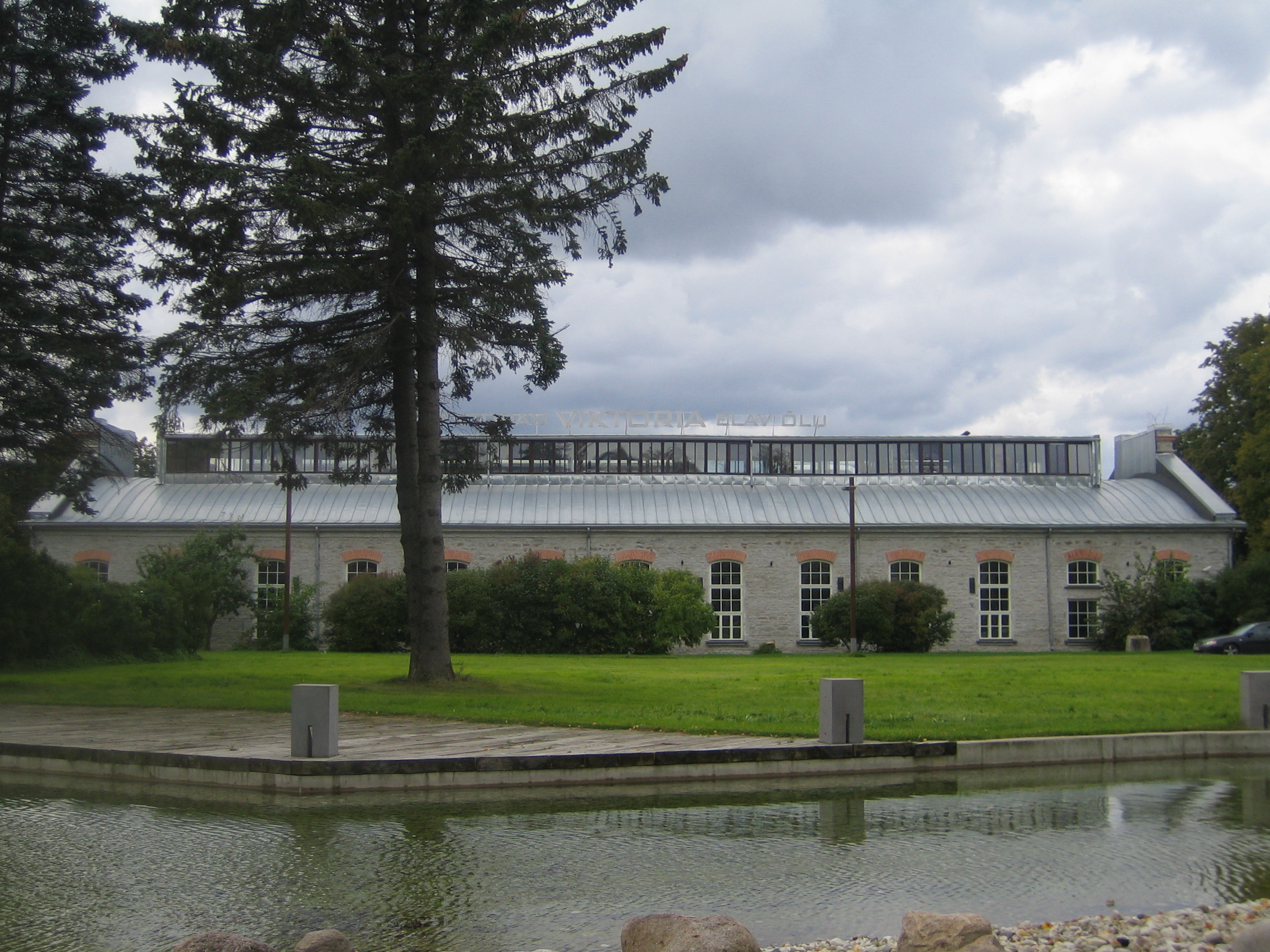
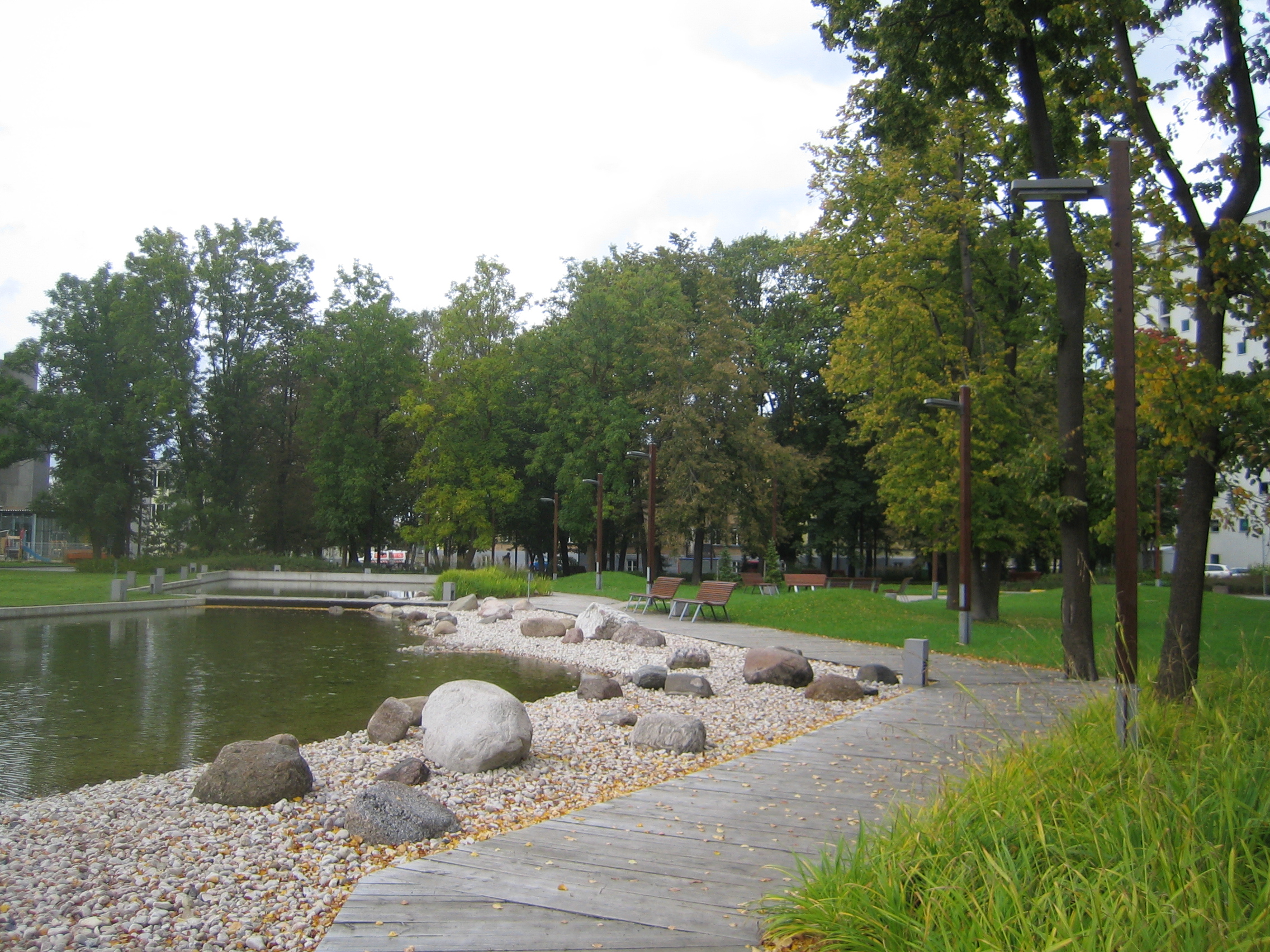